# Assembleia da Mocidade Independentista
Assembleia da Mocidade Independentista (en català Assemblea de la Joventut Independentista, AMI) fou una organització política independentista d'esquerres de Galícia formada per simpatitzants joves del partit Nós-Unidade Popular. L'AMI es va fundar en 1993 com a organització juvenil de la Assembleia do Povo Unido però va seguir mantenint la seva estructura quan aquella es va dissoldre en 1995. Participaren del Processo Espiral que culminà amb la fundació el 2001 de Nós-Unidade Popular, organització de la que es desvincularen el 2005.
En 2014, després de més de dues dècades d'existència, anuncià la seua autodissolució pel moment de "canvi de cicle", mitjançant un comunicat difós al seu web.
A les últimes eleccions han demanat el vot per a Nós-Unidade Popular que ha tingut aproximadament uns 1.700 vots. Diversos dels seus militants van ser detinguts per la policia acusats d'actes de terrorisme. Dos dels membres més destacats de AMI (Xiana Rodriguez i Uxio Caamanho) van ser traslladats respectivament a les presons d'Àvila i de Cadis, ja que el 24 de juliol de 2005, just un dia abans del dia de la pàtria gallega van col·locar un artefacte explosiu en la seu de Caixa Galícia a Santiago de Compostel·la. Aquest últim ha intentat escapar-se de la presó on però el seu intent ha estat frustrat per la policia nacional.